# Xian de Luxi (Hunan)
Pour les articles homonymes, voir Luxi (homonymie).
Le xian de Luxi (泸溪县 ; pinyin : Lúxī Xiàn) est un district administratif de la province du Hunan en Chine. Il est placé sous la juridiction de la préfecture autonome tujia et miao de Xiangxi.

## Démographie
La population du district était de 274 026 habitants en 1999.